# Heteropoda kuekenthali
Heteropoda kuekenthali là một loài nhện trong họ Sparassidae.
Loài này thuộc chi Heteropoda. Heteropoda kuekenthali được Mary Agard Pocock miêu tả năm 1897.